# Tobias Wahlqvist
Tobias Wahlqvist, född den 19 november 1975, är en svensk författare, debattör och småföretagare.
Han har tillsammans med komikern Kristoffer Appelquist drivit podcasten "Synfält Framåt" där kandiderande till kommun, landsting, riksdagen och Europaparlamentet intervjuades inför valen 2014 och 2018. Från april 2014 publicerades avsnitten även av Dagens Nyheter.
Wahlqvist utkom 2022 med debattboken Skippa nyheterna – varför jag slutade läsa nyheter och varför du också borde göra det, där han argumenterade för att människor har ett destruktivt sätt att förhålla sig till nyheter och kritiserade nyheterna för att ge en falsk bild av verkligheten.